# Мечеть Атик (Ауджила)
Мечеть Атик (араб. عتیق مسجد‎) также известная как мечеть Аль-Кабир (рус. Великая мечеть, араб. مسجد الكبير‎) — мечеть в оазисе Ауджила в регионе Киренаика в восточной части Ливии. Мечеть была построена в XII веке и является самой древней в регионе.

## История
Мечеть была построена в XII веке и восстановлена в 80-х годах XX века. В 2006 году здание было реконструировано.

## Описание
Мечеть расположена в районе старого города Ауджила. Здание выделяющееся уникальным архитектурным стилем, построено из пальмовых веток, сырцового кирпича и известняка. Занимает площадь 400 м². Мечеть имеет 21 конический купол. В каждом куполе есть небольшие отверстия, чтобы свет мог проникать в здание. Купола также служат для охлаждения помещения, обеспечивая естественное кондиционирование воздуха. Толщина стен мечети около 40 см. Здание имеет девять дверей, многочисленные колонны и арки. Рядом с михрабом есть ниша для минбара, где стоит имам. Мечети в Аравии и Восточной Африке имеют аналогичные ниши минбаров, что может указывать на то, что строители мечети изначально принадлежали ибадитскому течению ислама.